# Imola (Borsod-Abaúj-Zemplén)
Imola es un pueblo húngaro perteneciente al distrito de Putnok, condado de Borsod-Abaúj-Zemplén.

## Superficie
Cuenta con una superficie de 18,12 km².

## Demografía
Hasta 2024 la población era de 79 habitantes, con una densidad de población de 4,35 hab/km².
| Gráfica de evolución demográfica de Imola entre 2020 y 2024 |
|                                                             |
| Datos según la Oficina Central de Estadística de Hungría.   |